# Quixaba (Pernambuco)
Quixaba é um município brasileiro do estado de Pernambuco. O município é composto pelo distrito sede e pelo distrito de Lagoa da Cruz.

## História
O distrito de Quixaba foi criado em 1953, subordinado ao município de Carnaíba. Em 1 de outubro de 1991 foi elevado à categoria de município, desmembrado de Carnaíba.

## Geografia
Com altitude de 542 metros, o município se localiza à latitude 07°43'13" sul e à longitude 37°50'54" oeste. Sua população estimada em 2004 era de 6 551 habitantes, distribuídos em 216,38 km² de área.
Seus limites são:
- Norte: Tavares
- Sul: Flores
- Oeste: Princesa Isabel
- Leste: Carnaíba

### Clima
- Tipo de clima: Semiárido [6]
- Precipitação pluviométrica: 819 mm/ano[6]

| Dados climatológicos para Quixaba (Precipitação média mensal acumulada) | Dados climatológicos para Quixaba (Precipitação média mensal acumulada) | Dados climatológicos para Quixaba (Precipitação média mensal acumulada) | Dados climatológicos para Quixaba (Precipitação média mensal acumulada) | Dados climatológicos para Quixaba (Precipitação média mensal acumulada) | Dados climatológicos para Quixaba (Precipitação média mensal acumulada) | Dados climatológicos para Quixaba (Precipitação média mensal acumulada) | Dados climatológicos para Quixaba (Precipitação média mensal acumulada) | Dados climatológicos para Quixaba (Precipitação média mensal acumulada) | Dados climatológicos para Quixaba (Precipitação média mensal acumulada) | Dados climatológicos para Quixaba (Precipitação média mensal acumulada) | Dados climatológicos para Quixaba (Precipitação média mensal acumulada) | Dados climatológicos para Quixaba (Precipitação média mensal acumulada) | Dados climatológicos para Quixaba (Precipitação média mensal acumulada) |
| Mês | Jan                                                                     | Fev                                                                     | Mar                                                                     | Abr                                                                     | Mai                                                                     | Jun                                                                     | Jul                                                                     | Ago                                                                     | Set                                                                     | Out                                                                     | Nov                                                                     | Dez                                                                     | Ano                                                                     |
| --- | ----------------------------------------------------------------------- | ----------------------------------------------------------------------- | ----------------------------------------------------------------------- | ----------------------------------------------------------------------- | ----------------------------------------------------------------------- | ----------------------------------------------------------------------- | ----------------------------------------------------------------------- | ----------------------------------------------------------------------- | ----------------------------------------------------------------------- | ----------------------------------------------------------------------- | ----------------------------------------------------------------------- | ----------------------------------------------------------------------- | ----------------------------------------------------------------------- |
| Chuva (mm) | 73,1                                                                    | 142,8                                                                   | 176,1                                                                   | 167,3                                                                   | 82,1                                                                    | 46,1                                                                    | 35,7                                                                    | 18,9                                                                    | 14,6                                                                    | 12,7                                                                    | 11,9                                                                    | 55,9                                                                    | 837,2                                                                   |
| Fonte: ANA. Dados pluviométricos disponíveis no Portal HidroWeb. Médias de pelo menos 30 anos da série analisada, critério recomendado pela OMM. Dados reunidos e produzidos pelo órgão responsável ou operador da estação meteorológica e elaborado a partir de ajuste de distribuições de probabilidades aplicadas à série histórica. |                                                                         |                                                                         |                                                                         |                                                                         |                                                                         |                                                                         |                                                                         |                                                                         |                                                                         |                                                                         |                                                                         |                                                                         |                                                                         |